# Didemnum candidum
Didemnum candidum is een zakpijpensoort uit de familie van de Didemnidae. De wetenschappelijke naam van de soort is voor het eerst geldig gepubliceerd in 1816 door Marie Jules César Savigny.
Savigny meldde dat de soort voorkwam in de Golf van Suez op koralen, schelpen enz.